# George Godfrey (pływak)
George Albert Godfrey (ur. 26 lipca 1888 w Durbanie, zm. 22 maja 1965 tamże) – południowoafrykański pływak specjalizujący się w stylu dowolnym.
Godfrey reprezentował Związek Południowej Afryki podczas V Letnich Igrzyskach Olimpijskich w 1912 roku w Sztokholmie, gdzie wystartował w wyścigu na 400 metrów stylem dowolnym. Startował w szóstym wyścigu eliminacyjnym, gdzie z czasem 6:30,6 zajął przedostatnie, czwarte miejsce i tym samym odpadł z dalszej rywalizacji.